# Vladimír Železný
Vladimír Železný, né le 3 mars 1945 à Samara (alors Kouïbychev en URSS), est un homme d'affaires, dirigeant de médias notamment de chaînes de télévision,,,, et homme politique tchèque.

## Biographie
Vladimír Železný commence à travailler à la Télévision tchécoslovaque (ČST) comme technicien dès 1963, tout en faisant des études de sociologie et de journalisme à l'université Charles de Prague et en écrivant des articles pour la presse étudiante et participant à des émissions de télévision appuyant le Printemps de Prague. Après l'invasion des armées du pacte de Varsovie, il part quelque temps en Angleterre avant de revenir achever ses études, soutenant une thèse de doctorat en sociologie. Avec la « normalisation », il quitte la télévision pour la revue technique Technický magazín, tout en collaborant sous pseudonyme tant à des publications clandestines (Jakub Stein) qu'à des scénarios pour des émissions de télévision (Vladimír Silný).
Après la Révolution de Velours de 1989, il devient porte-parole du Forum civique puis du gouvernement tchèque dirigé par Petr Pithart (en) en 1992.
En 1993, il lance avec l'appui du millionnaire et philanthrope américain Ronald Lauder la première télévision privée tchèque TV Nova, qui devient vite une station commerciale très éloignée de ce qu'il avait promis, aux seules ambitions de profit sur la base de soap opera latino-américaines et de présentatrices de météo dénudées. À la fin de concession en 1999, il récupère la licence d'émission pour lui-même et sa holding en se séparant de ses associés, occasionnant un long feuilleton judiciaire portant sur plusieurs centaines millions de dollars. Il échappe aux condamnations grâce à son élection au sénat en 2002 qui lui donne l'immunité parlementaire, avant que celle-ci soit levée en 2003. Le procès se termine en 2011 avec son acquittement sur la partie fiscale du conflit.
En 2004, il est élu au Parlement européen sous l'étiquette du parti Démocrates indépendants mais en 2009, candidat de Libertas (en), il ne retrouve pas son siège. En 2014, il échoue à retrouver un fauteuil au sénat.
Dès 2012, il est impliqué comme conseiller et actionnaire minoritaire dans la station TV Pohoda (cs). En 2012, il est recruté comme directeur général de TV Barrandov (cs) qu'il quitte en 2014.